# Hetzer
Lo Hetzer, nome famoso ma improprio per indicare lo Jagdpanzer 38(t), è stato un cacciacarri leggero di concezione tedesca ed utilizzato principalmente dai reparti dello Heer durante le fasi finali della Seconda guerra mondiale. Basato sullo scafo del Panzer 38(t), fu realizzato, a partire dal 1944, in 2 584 unità, prodotto nel Protettorato di Boemia e Moravia durante e in Cecoslovacchia dopo la conclusione del conflitto. Nel dopoguerra equipaggiò la Československá lidová armáda, l'esercito popolare cecoslovacco, e l'Esercito svizzero.

## Storia del progetto
Nel marzo del 1943 Heinz Guderian, ispettore generale per le forze corazzate tedesche, richiese lo sviluppo di un nuovo mezzo cacciacarri leggero. Le principali caratteristiche dovevano essere: basso profilo, abitacolo chiuso, buona corazzatura. Il veicolo fu progettato utilizzando lo scafo del carro Panzer 38(t). A seguito dei test sostenuti con esito positivo nel dicembre del 1943, fu ordinato a tutte le strutture impegnate nell'allestimento dei Pz38(t) di passare al nuovo veicolo. Nell'aprile del 1944 la produzione iniziò negli stabilimenti Böhmisch-Mährische Maschinenfabrik (BMM), in Cecoslovacchia; nel settembre dello stesso anno subentrarono le fabbriche Škoda.

## Tecnica
L'Hetzer era basato sullo scafo e sulla meccanica ampiamente collaudata del Pz38(t).
Mentre quasi tutti i semoventi controcarro tradivano la loro origine da mezzi adattati in vario modo e grado, ed erano in genere alti e goffi, spesso insufficientemente corazzati e mobili ancorché ben armati, il nuovo mezzo era assai diverso e meglio progettato. Esso aveva una struttura che, a differenza di quella del Marder, era totalmente chiusa sul tetto, con forma grossomodo tronco-piramidale. Se questa aveva un'abitabilità inferiore, in compenso consentiva maggiore sicurezza in azione.
La cingolatura era caratteristica perché si trattava di 4 ruote di grande diametro, gommate, che erano grandi quasi quanto l'altezza della cingolatura tra la terra e le 2 ruote superiori, quella posteriore di rinvio e quella anteriore motrice, dotate di fori di alleggerimento anziché struttura 'piena' come quella delle ruote principali.
Il motore era sistemato posteriormente, mentre la trasmissione scorreva sotto il comparto di combattimento con gli ingranaggi e il cambio anteriori.
La sovrastruttura comprendeva una piastra anteriore da 60 mm inclinata di 60°(che portava lo spessore virtuale a 120 mm) e con piastre di buona durezza, 240 Brinell. Le piastre laterali erano inclinate di circa 30°e spesse 20 mm, con durezza di 195 Brinell. Questo spiega la differenza, perché esse erano capaci di incassare solo colpi da 20 o, al massimo, 37 mm. La parte posteriore era anche più inclinata, ma spessa soltanto 8 mm.
L'armamento principale, sistemato in casamatta, era un cannone 7,5 cm PaK 39 L/48. Uno dei principali problemi in combattimento era il ridotto angolo di brandeggio di quest'arma. Il cannone era sistemato in una struttura con scudo esterno ben elaborato, spesso 60 mm, spostato verso la destra del mezzo di circa 40 cm.
L'arma secondaria era una mitragliatrice da 7,92 × 57 mm mm sistemata esternamente sul tettuccio ed utilizzabile anche dall'interno del mezzo.
L'equipaggio era composto da 4 uomini: pilota, capocarro, cannoniere, servente.
|            | Scafo (parte inferiore) | Scafo (parte superiore) |
| ---------- | ----------------------- | ----------------------- |
| Anteriore  | 60mm/60°                | 60mm/40°                |
| Lati       | 20mm/40°                | 20mm/15°                |
| Ventre     | 8mm/90°                 | -                       |
| Posteriore | 8mm/70°                 | 20mm/15°                |
| Superiore  | -                       | 10mm/90°                |

## Servizio

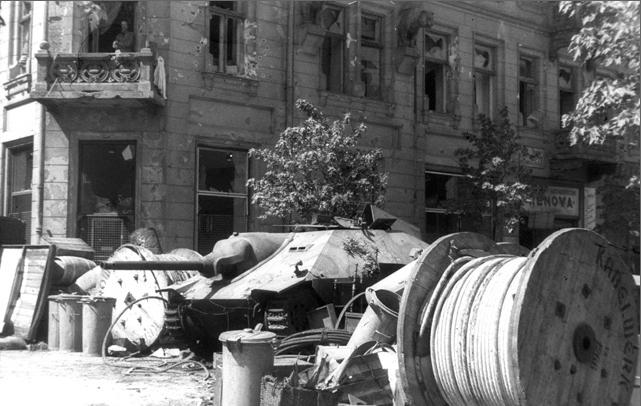
Hetzer durante la Rivolta di Varsavia

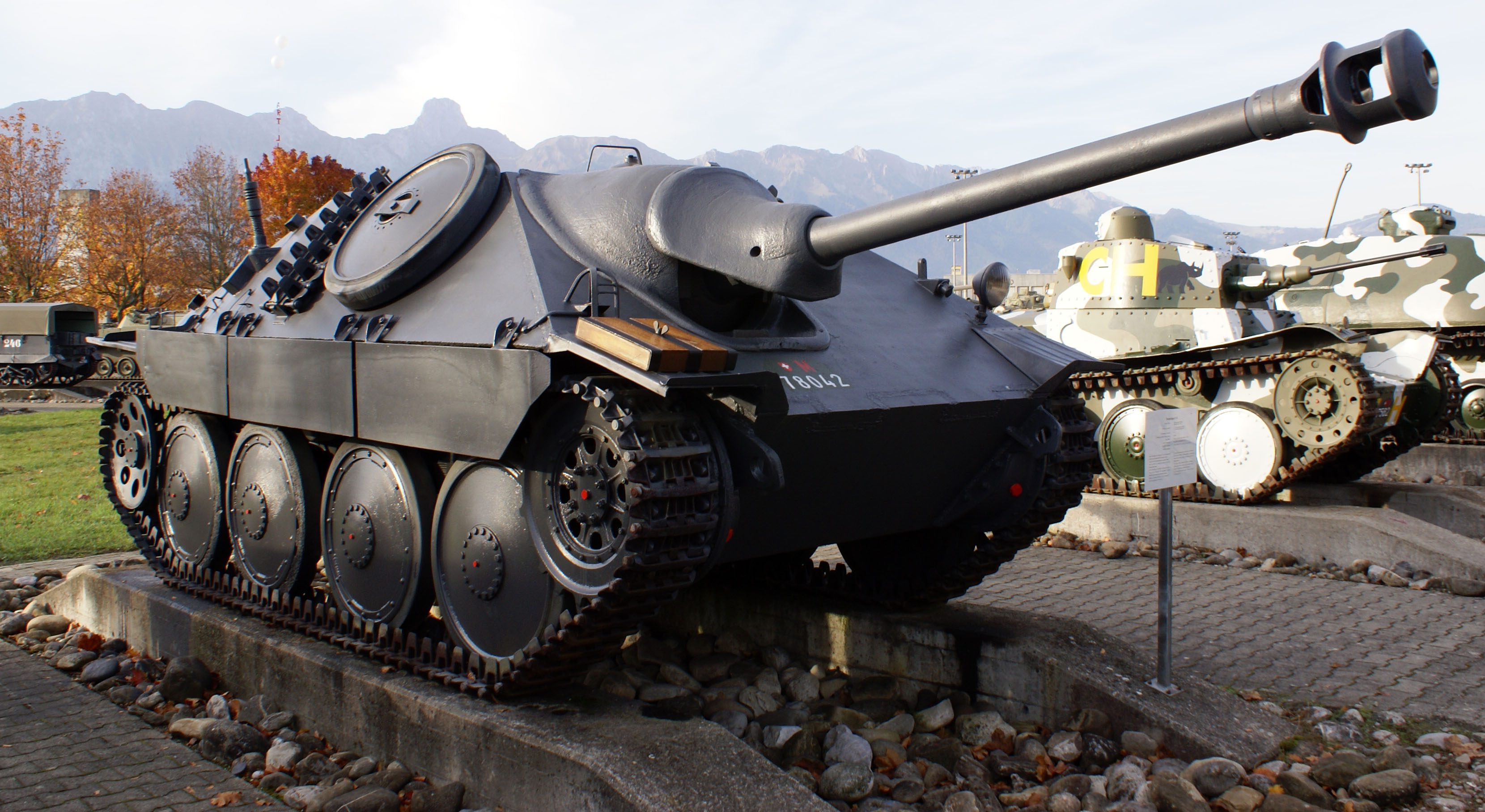
Hetzer dell'Esercito svizzero

Il mezzo venne provato con vari armamenti, come l'obice da 149 mm, e ancora più interessante, sistemando le armi direttamente sulla piastra dello scafo, senza congegno di recupero, cosa che semplificò la produzione del veicolo e migliorò lo spazio interno. Il mezzo base era stato sottoposto anche alle prove come mezzo da combattimento per una squadra di fanteria, totalmente cingolato, protetto, con una mitragliera da 20mm sistemata sulla sommità. L'idea non fu realizzata per mancanza di risorse.
Dell'Hetzer vennero prodotte anche versioni speciali, come quella da recupero, senza cannone, e quella del tipo lanciafiamme. Essi erano rispettivamente il Bergepanzer 38(t) e il Flammpanzer 38(t).
L'Hetzer combatté nell'ultimo anno e mezzo di guerra. Il mezzo era, nonostante la scomodità che aveva se comparato a veicoli con scafo aperto, molto temibile e molto temuto. La sagoma bassa e sfuggente era difficilmente visibile fino a quando non apriva il fuoco, mettendo entro 1 km di raggio in pericolo i carri nemici. Inoltre era dotato di una discreta mobilità (inclusa una notevole autonomia per essere un mezzo a benzina) e una meccanica affidabile.
La prima unità a ricevere degli esemplari di Hetzer furono i Panzerjägerabteilungen 731 e 743 e la 15. e 76. Infanterie-Division. Di seguito fu affidato a tutte le formazioni di cacciacarri.
L'Hetzer servì, in seguito, nelle file dell'Esercito Cecoslovacco. Nel 1946 l'Esercito svizzero comprò 158 esemplari dalla Cecoslovacchia, sotto la denominazione di G13.

## Utilizzatori
Germania
Heer
 Cecoslovacchia
Československá lidová armáda
 Svizzera
Esercito svizzero